# Bardhyl Luzhnica
Bardhyl Luzhnica (ur. 22 maja 1971) – kosowski łucznik. Wraz z Atdhe Luzhnicą i Hazirem Asllanim reprezentował Kosowo na Mistrzostwach Świata w Łucznictwie z 2015 roku.